# The Spirit Winds
The Spirit Winds è il quarantasettesimo album in studio del chitarrista statunitense Buckethead, pubblicato il 28 giugno 2013 dalla Hatboxghost Music.

## Il disco
Diciassettesimo disco appartenente alla serie "Buckethead Pikes", The Spirit Winds è stato pubblicato originariamente senza titolo nel mese di giugno 2013 in edizione limitata, numerata e autografata da Buckethead.
Il 24 gennaio 2014, l'album è stato ufficialmente pubblicato per il formato digitale.

## Tracce
Musiche di Buckethead.
1. The Spirit Winds – 25:03
2. Petal – 1:41
3. Frog Charmer – 1:32
4. The Pier – 0:55
5. Cab Window – 1:37

## Formazione
- Buckethead – chitarra, basso, programmazione